# Ligne de Gotha à Leinefelde
 (janvier 2022).
Si vous disposez d'ouvrages ou d'articles de référence ou si vous connaissez des sites web de qualité traitant du thème abordé ici, merci de compléter l'article en donnant les références utiles à sa vérifiabilité et en les liant à la section « Notes et références ».
La ligne de Gotha à Leinefelde est une ligne de chemin de fer entre Gotha et Leinefeld dans le Land de Thuringe.
Les automotrices diesel DBAG série 612 du Regional-Express entre Göttingen et Glauchau (RE 1) passent toutes les deux heures. De plus circulent aussi les Regionalbahnen de la ligne RB 52 (Erfurt-Leinefelde) et RB 53 (Gotha–Bad Langensalza), ainsi que la ligne Regionalexpress RE 2 (Erfurt-Cassel-Wilhelmshöhe). 
Toutes les lignes sont exploitées par DB Regio depuis décembre 2013, de même que les Regionalbahnen et la ligne Regionalexpress, avec des VT 641 et des Siemens Desiro. Le temps de trajet prévu est d'environ 40 minutes (Regionalexpress) et de 61 minutes (Regionalbahnen) par direction.
Elle fait partie de la correspondance la plus rapide d'Iéna, Weimar, Erfurt à Hanovre.

## Histoire
Dès les années 1840, on conçoit une ligne de chemin de fer de Hanovre à la Bavière passant par la Thuringe. Lorsqu'on décide de la construction de la ligne de Hanovre à Cassel (ouverte en 1854) et de la ligne d'Eisenach à Lichtenfels (ouverte en 1859), on conçoit une liaison passant par Mühlhausen. Pour aller de Göttingen à Leinefelde, on se sert de l'extrémité ouest provisoire de la ligne de Halle à Hanovre. Cependant les États concernés (Royaume de Hanovre, Prusse, Duché de Saxe-Weimar et Duché de Saxe-Cobourg et Gotha) ne s'entendent pas, notamment pour le terminus au sud (Eisenach, Gotha ou Erfurt). Quand on se met d'accord sur Gotha, la construction commence en 1868. La ligne est ouverte en 1870 par la Compagnie de chemin de fer de Thuringe. Pour relier la Werrabahn, la ligne vers l'est part de la gare de Gotha (ligne de Halle à Bebra). C'est pourquoi les trains, principalement destinés à Erfurt aujourd'hui, doivent changer de direction à Gotha.
En 1876, le dernier chemin de fer fédéral nord-sud entre Friedland et Bebra est ouvert. En 1884, la ligne de chemin de fer entre Arenshausen et Friedland est abandonnée, il faut passer par Eichenberg entre Gotha et Göttingen.
De même, la Kanonenbahn Berlin - Metz est conçue à des fins stratégiques. Après le traité de Versailles, elle est reconstruite.
Jusqu'en 1945, le chemin de fer de Gotha à Leinefelde sert principalement le trafic régional et le trafic interurbain d'Erfurt à Hanovre avec des trains express. Pendant la RDA, les trains partent de Gotha vers Leinefelde ou Mühlhausen et d'Erfurt à Bad Langensalza ou Mühlhausen.
Depuis la réunification et la réouverture de la ligne de chemin de fer entre Arenshausen et Eichenberg en 1990, des voyages entre Erfurt et Kassel sont proposés, également vers Göttingen depuis l'ouverture de la courbe d'Eichenberg en 1998. À cause de la détérioration de la ligne de Kühnhausen à Bad Langensalza et de la construction du viaduc de Gotha, la courbe pour le contournement de la gare de Gotha sert de 1993 à 1997.
La ligne de Gotha à Leinefelde est rénovée par le Land de Thuringe pour qu'un train pendulaire aille à une vitesse de 160 km/h. Après la réussite de ce modèle, on adapte la ligne de Neudietendorf à Ritschenhausen et la ligne de Weimar à Gera. La vitesse de déplacement en moyenne devient supérieure à 120 km/h.
Dans le cadre du Plan fédéral d'infrastructure de transport 2030, le Land de Thuringe annonce l'électrification de la voie.